# Takayus takayensis
Takayus takayensis är en spindelart som först beskrevs av Saito 1939.  Takayus takayensis ingår i släktet Takayus och familjen klotspindlar. Inga underarter finns listade i Catalogue of Life.